# USS Intrepid (1798)
Pour les autres navires du même nom, voir USS Intrepid.
L’USS Intrepid est une bombarde et un brûlot capturé par la marine des États-Unis durant la guerre de Tripoli.
L’Intrepid a été construit en France en 1798 pour l'expédition en Égypte de Napoléon Ier. Il fut par la suite revendu à la régence de Tripoli et utilisé sous le nom de Mastico.
Stephen Decatur captura le Mastico en 1803 et le renomma en USS Intrepid. Il se servit de celui-ci pour détruire le Philadelphia capturé par l'ennemi.

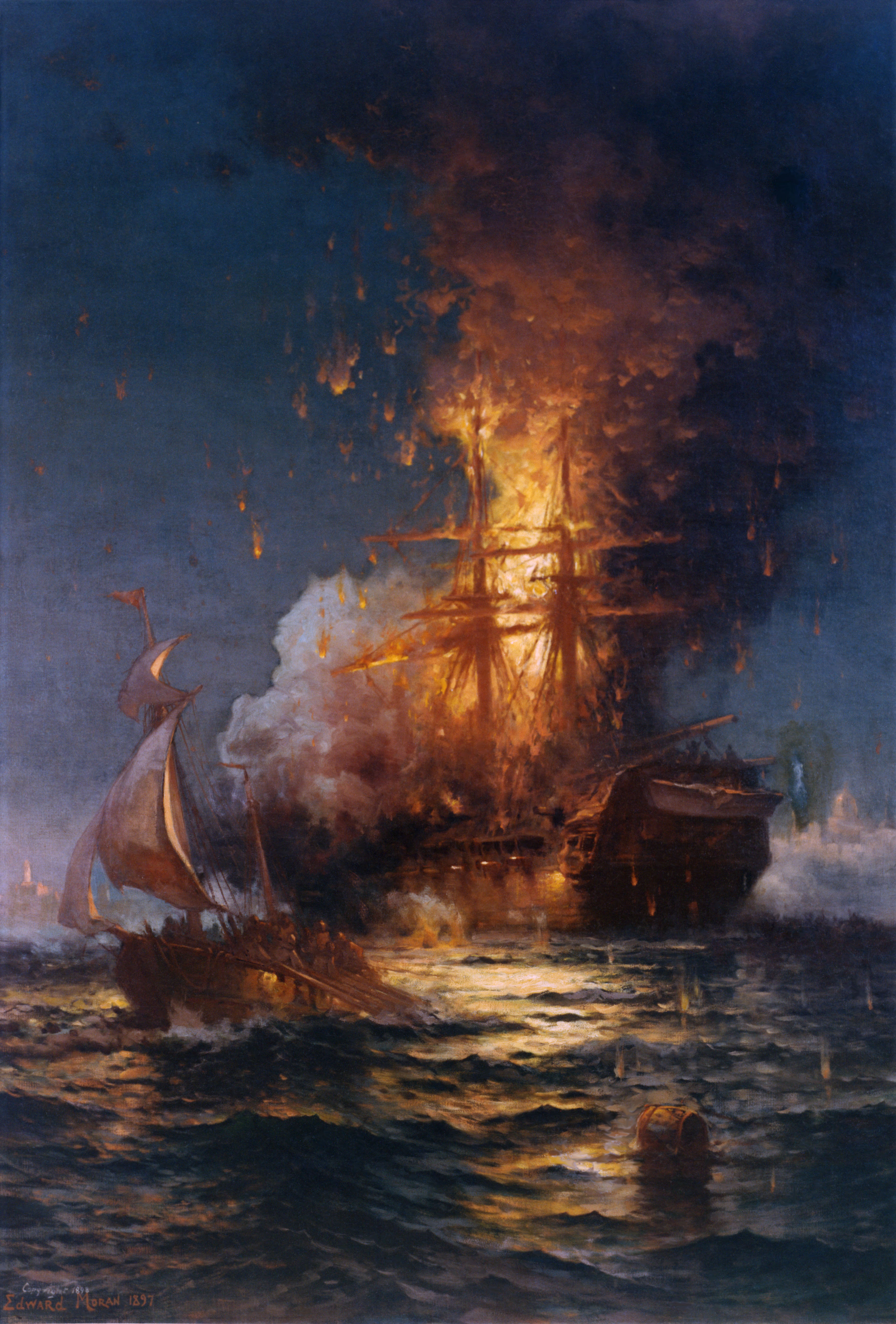
Le en feu dans le port de Tripoli avec l'Intrepid au premier plan.